# M 18 (звёздное скопление)
M 18 (также известно как Мессье 18, NGC 6613 и Чёрный Лебедь) — рассеянное звёздное скопление в созвездии Стрельца.

## Характеристики
Скопление было открыто французским астрономом Шарлем Мессье 3 июня 1764 года и включено в его каталог комето-подобных объектов. Скопление находится примерно в 4600 световых годах от нас. Это группа молодых звёзд возрастом около 30 миллионов лет. Ярчайшая из звёзд 8,6m

## Наблюдения

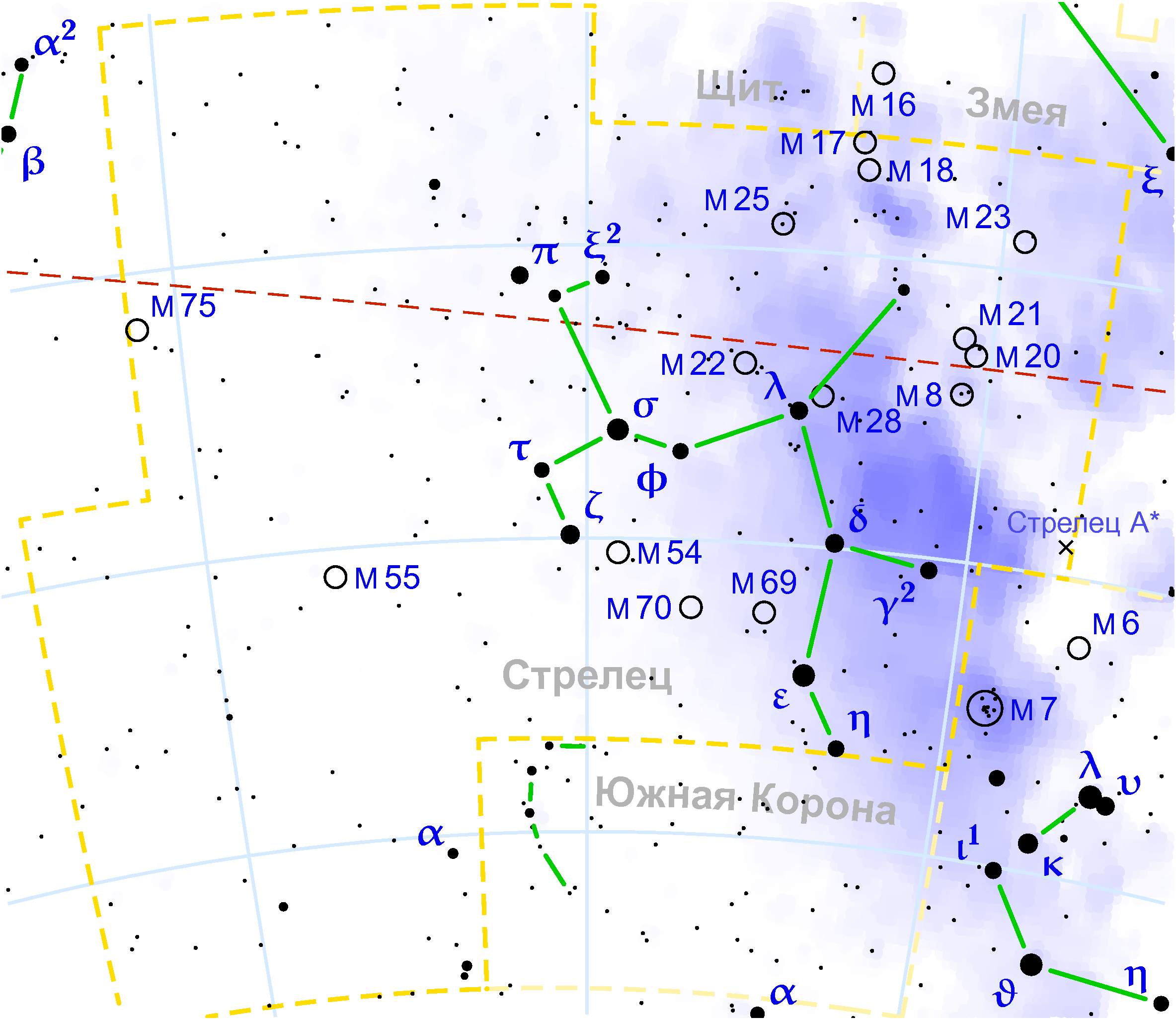
Скопление Чёрный Лебедь находится в Созвездии Стрельца

Это небогатое звёздами рассеянное скопление на севере созвездия Стрелец обычно наблюдают заодно с M 17 — туманностью «Омега». Скопление расположено всего в градусе южнее от своей знаменитой соседки. В небольшой любительский телескоп тут можно увидеть пару десятков звёзд собранных в V-образный астеризм.

### Соседи по небу из каталога Мессье
- M 16 — (в трёх градусах на север, в созвездии Змеи) «Орёл» — рассеянное скопление звёзд и порождающая их туманность;
- M 24 — (южнее) обособленный яркий фрагмент Млечного Пути;
- M 20, M 21 и M 8 — (ещё южнее) туманность «Тройная», рассеянное скопление рядом с ним и туманность «Лагуна»;
- M 23 — (западнее) богатое рассеянное скопление в виде веера, на фоне темного рукава Млечного Пути;
- M 25 — (восточнее) широко разбросанное рассеянное скопление довольно ярких звёзд

### Последовательность наблюдения в «Марафоне Мессье»
…M 16 → M 17 → M 18 → M 24 → M 23…